# Jean Dassier
Pour les articles homonymes, voir Dassier.
 (août 2017).
Jean Dassier, né le 17 août ou 17 octobre 1676 à Genève et mort dans la même ville le 12 novembre 1763, est un médailleur genevois.

## Biographie

### Famille
Originaire de Lyon, la famille Dassier se réfugie à Genève à la Saint-Barthélemy. Jean Dassier est le fils de Domaine Dassier (1640-1719), nommé graveur de la Monnaie de la République de Genève, et de Sara Le Grand. Le couple aura six enfants, parmi lesquels Paul (1681-1768), également médailleur.
En 1703, Jean Dassier épouse Anne Prévost-Gaudy dont il aura deux fils également médailleurs, Jacques-Antoine (1715-1759), et Antoine (1718-1780), lequel ne gravera que très peu. Antoine est le père de Pierre Dassier, général au service de France et l'ancêtre de Gustave Ador, président de la Confédération suisse en 1919-1920.  
Les Dassier furent les seuls médailleurs de leur siècle cités dans l'Encyclopédie de Diderot et d'Alembert.

### Carrière
Après avoir étudié à Paris avec Jean Mauger et Jean Roëttiers, Jean Dassier devient l'assistant de son père. 
En 1712, il est admis comme maître à la corporation des orfèvres avec son frère Paul. En 1720, Jean Dassier succède à son père comme graveur de la République. Il grave successivement :
- en 1711 : les Métamorphoses d’Ovide (60 médailles) avec le français Jérôme Roussel ;
- en 1723 : Les hommes illustres du siècle de Louis XIV ;
- en 1725-1728 : Les Réformateurs de l’Église.

Après deux voyages à Londres en 1728 puis en 1731, il grave deux séries : Les rois d’Angleterre et Les Britanniques célèbres.
La série Histoire de la République romaine (1740-1743) est certainement la plus recherchée et a donné lieu à un livre en 1778 en donnant l'explication. 
En 1738, il  est  nommé au Conseil des Deux-Cents. Jean Dassier a très bien connu Jean-Jacques Rousseau (1712-1778), étant comme lui un citoyen de Genève.
En 1753, il obtient de Montesquieu de graver une médaille avec la mention Hinc Jura.
À sa mort, son fils Jacques-Antoine prend sa place comme graveur à la Monnaie de Genève. L'entreprise Dassier et fils continue de produire des boîtiers de montres mais ne grave plus de médailles.

## Galerie

Œuvres de Jean Dassier
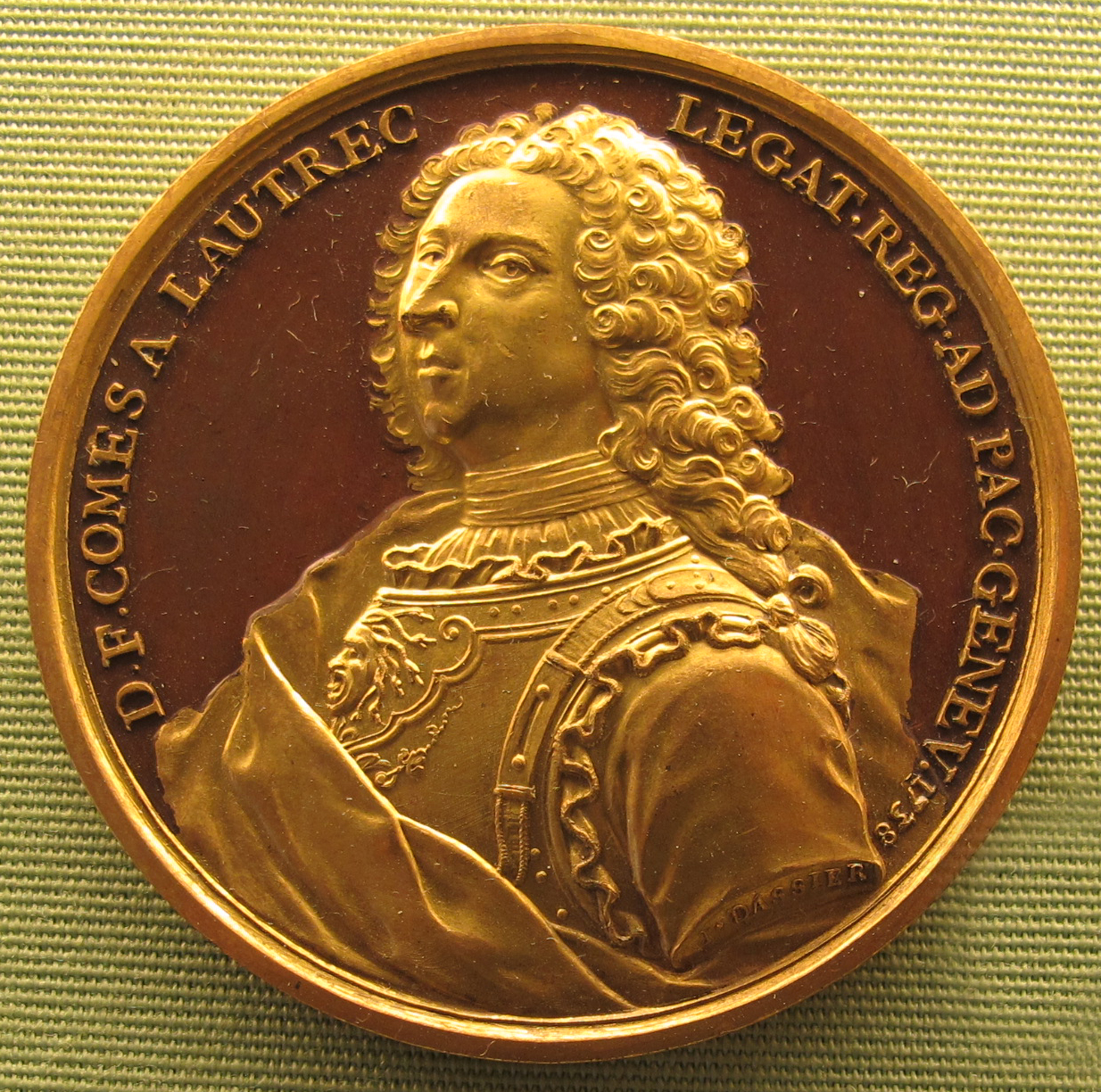
Daniel François de Gélas de Lautrec
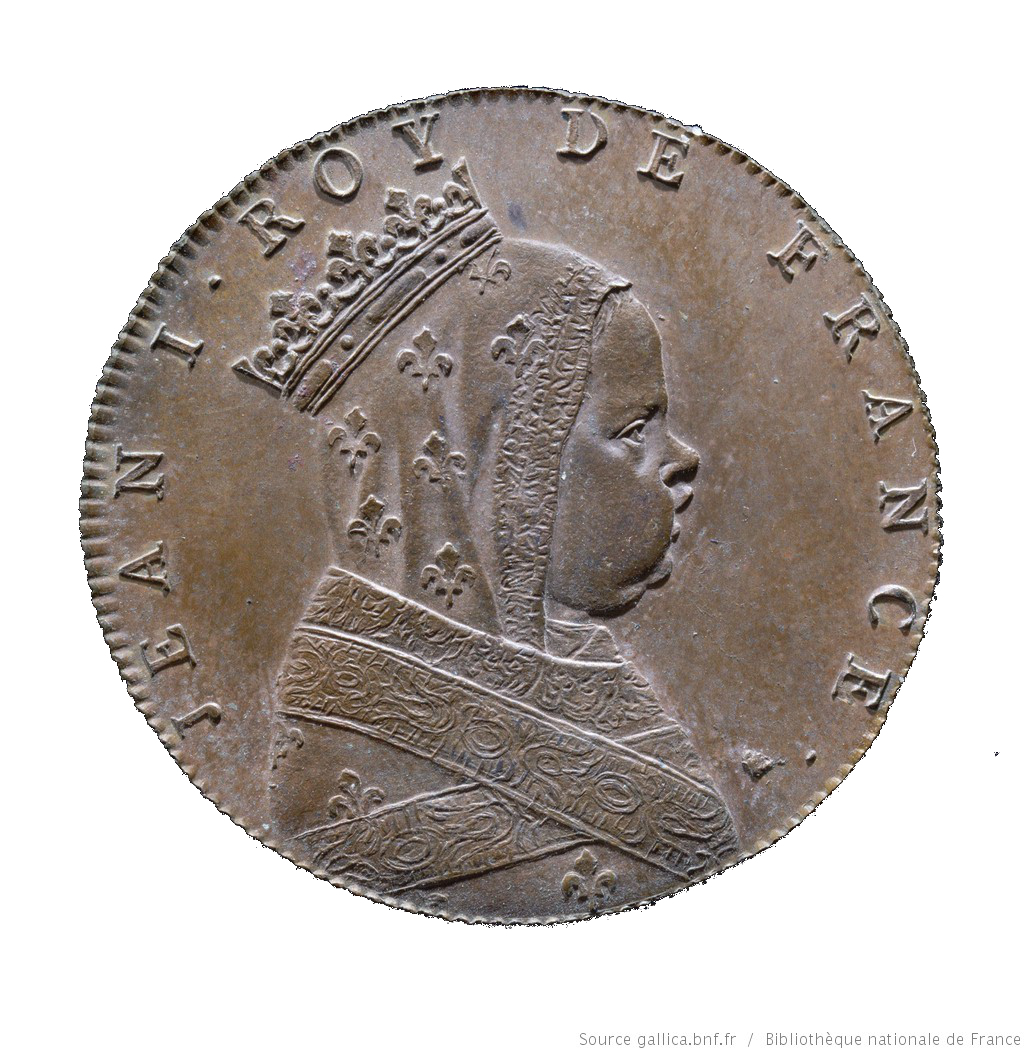
Jean Ier de France